# Losange flamand

Le losange flamand sur une carte de la Belgique.

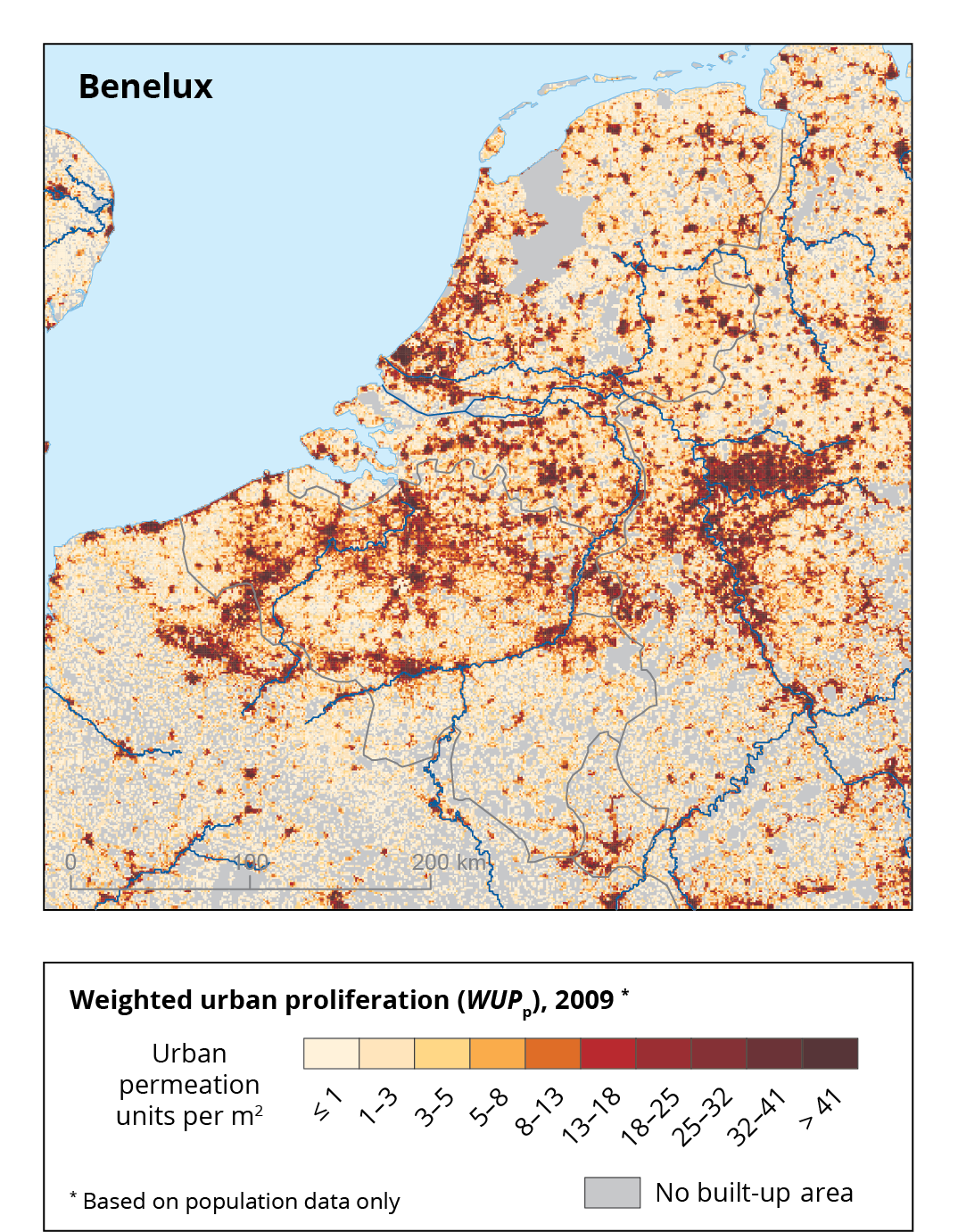
Le losange flamand est marqué par un étalement urbain important.

Le losange flamand (en néerlandais : Vlaamse Ruit ) fait référence à au quadrilatère formé par quatre aires urbaines de Belgique, dont trois se trouvent dans les provinces centrales de la Région flamande : Anvers, Louvain et Gand et la quatrième la Région de Bruxelles-Capitale, avec la ville de Bruxelles. Plus de cinq millions de personnes vivent dans cette région, avec une densité de population d'environ 820 personnes par kilomètre carré. 

## Histoire
La périurbanisation a commencé à la fin du XIXe siècle, encouragée par une forte densité des transports en commun. 
Le losange flamand n'a pas de reconnaissance officielle ou administrative en Belgique. Il traverse les frontières régionales et provinciales. 
C'est le gouvernement flamand qui a développé ce concept géographique et socio-économique dans les années 1990. 
Son équivalent en Wallonie est le triangle formé par Mons, Charleroi et Namur,.

## Dynamique
La zone comprend des villes comme Malines, à mi-chemin entre Bruxelles et Anvers, la zone industrielle de Vilvorde, le port d'Anvers,  les villes de Lokeren, Saint-Nicolas, Termonde, Alost, la zone industrielle Boom - Willebroek. 
Le losange flamand comprend les villes les plus urbanisées, industrialisées et prospères de la Belgique. Il entretient des liens économiques solides avec le Randstad néerlandais et la région métropolitaine Rhin-Ruhr en Allemagne. Il est relié à l'économie mondiale, et non à la seule région flamande.
Selon une étude de 2011, il est la cinquième aire urbaine la plus riche d'Europe, derrière celles de Munich, Copenhague, Paris et Dublin.
La zone est une des plus embouteillées de Belgique, avec son équivalent, la dorsale wallonne.
Le losange flamand est appelé à absorber la plus grande partie de la croissance de la population flamande. Devant les prix immobiliers importants en ville, la population devrait se déplacer vers les banlieues, et diminuer les zones agricoles et forestières au profit du bâti. L'augmentation de la population devra être accompagnée de l'augmentation des hôpitaux et des transports en commun.